# Мегас Александрос (дем Кушница)
Мегас Александрос (на гръцки: Μέγας Αλέξανδρος) е село в Гърция, дем Кушница, област Източна Македония и Тракия. Името му в превод означава Александър Велики.

## География
Мегас Александрос е крайбрежно селище, разположено на около 53 километра югозападно от град Кавала и на 9 километра югоизточно от Долна Локвица (Офринио).

## История
Селото е обявено за самостоятелно селище в 1991 година. Част е от дем Орфано по закона Каподистрияс от 1997 година. С въвеждането на закона Каликратис, Мегас Александрос става част от дем Кушница.
| Година    | 1913 | 1920 | 1928 | 1940 | 1951 | 1961 | 1971 | 1981 | 1991 | 2001 | 2011 | 2021 |
| --------- | ---- | ---- | ---- | ---- | ---- | ---- | ---- | ---- | ---- | ---- | ---- | ---- |
| Население |      |      |      |      |      |      |      |      | 28   | 66   | 50   | 24   |